# T–27
A T–27 a Szovjetunióban 1931–1934 között az angol Carden-Loyd Mark VI típus alapján gyártott kisharckocsi (tanketta).

## Története
A kisharckocsi az 1920-as, 1930-as évek jellegzetes harcjárműve. Rendszeresítése és alkalmazása a hadseregek motorizálásának kezdeti időszakára esik. A Szovjetunióban az 1926. június 2-án elfogadott harckocsi-fejlesztési program keretében egy kisharckocsi-zászlóalj felállítását tervezték 69 db harcjárművel. Az első kísérletek még abban az évben kezdődtek a Liliput nevű kisharckocsival, de műszaki nehézségek miatt a munkát hamarosan felfüggesztették. A következő modell az 1,95 t-s T–17 volt, melyből két példány készült, de a próbák során harci alkalmazásra alkalmatlannak bizonyult (főként az egyfős kezelőszemélyzet miatt, aki egymaga képtelen volt a harc során minden szükséges funkciót betölteni). Hasonlóan sikertelenek maradtak a későbbi próbálkozások, így 1929–1930-ban a T–21, majd a T–22 és T–23, valamint a 3,5 t-s T–25.
1930 elején szovjet katonai küldöttség járt Nagy-Britanniában az ottani harckocsi gyártás tanulmányozása és esetleges vásárlás céljából. A delegációnak bemutatták az akkori legsikeresebb, klasszikus kisharckocsinak számító Carden-Loyd Mark VI típust. A delegáció megállapodást kötött 20 db kisharckocsi megvásárlásáról, valamint a tervek és gyártási dokumentáció megvételéről. 1930 augusztusában a megvásárolt kisharckocsikat bemutatták a Munkás-paraszt Vörös Hadsereg vezérkarának, köztük Mihail Tuhacsevszkij marsallnak. A bemutató jó benyomást tett a hadsereg vezetésére, ennek hatására támogatták a rendszeresítését és a hazai gyártását.
A tervrajzok és a gyártási dokumentáció tanulmányozása után úgy döntöttek, hogy kisebb módosításokat eszközölnek az eredeti harckocsin. 1930. november 3-án készült el egy kísérleti prototípus, majd 1931 januárjában a későbbi sorozatgyártású változat, amely a T–27 típusjelzést kapta. Az angol kisharckocsihoz képest néhány kisebb változtatást hajtottak végre, de a jármű kialakításán és alapvető konstrukciós megoldásain nem változtattak. A T–27 méretei kissé nagyobbak lettek, szélesebb lánctalpat kapott, vastagabb volt a páncélzata, nagyobb lett az üzemanyagtartály, továbbá a gépészeti berendezéseinél több, a szovjet járműgyártásban más típusokhoz készült alkatrészt is felhasználtak.
1931. február 13-án rendszeresítették a Vörös Hadseregben. 1931. augusztus 2-án pedig határozatot hozott a szovjet hadvezetés, melynek értelmében a T–27 lett a hadsereg alapvető harckocsi-típusa háborús esetre. Ez azt jelentette, hogy fel kellett készülni a harckocsi tömeggyártására, és egy esetleges háború esetén az első év végére 16 ezer db T–27 megépítésére kellett alkalmassá tenni az ipart.
A kisharckocsi sorozatgyártása 1931-ben a Bolsevik üzemben kezdődött, ahol 45 db-ot gyártottak. A sorozatgyártás később a 37. sz. üzemben és a Gorkiji Autógyárban folytatódott. Összesen kb. 3200–3300 db T–27 készült.

## Szerkezeti kialakítása
A T–27-re a kisharckocsik klasszikus felépítése jellemző. Torony nélküli kialakítású. A páncéltest elülső részében kapott helyet az erőátvitel, középen a motor, a hátulsó részen pedig a küzdőtér található. A páncéltesten három búvónyílást alakítottak ki. A küzdőtér fölötti nyílásokon keresztül közelíthető meg a vezető és a parancsnok munkahelye, elől pedig az erőátviteli berendezések érhetők el egy nyíláson keresztül.
A páncéltest hengerelt acéllemezekből készült, amelyeket nagyobb részt szegecseléssel rögzítettek, de egyes helyeken hegesztett kötést is alkalmaztak. A páncéltest oldalsó lemezei a homlokpáncélt leszámítva függőlegesek. A páncélvastagság többnyire 10 mm, egyes helyeken 6 mm-es.
A kisharckocsi meghajtására a Ford–AA négyhengeres, négyütemű benzinmotorjának a Szovjetunióban GAZ–AA típusjellel licenc alapján gyártott változatát használták. A 40 LE-s motort a GAZ által gyártott teherautókban alkalmazták. A motor egy egytárcsás száraz tengelykapcsolón keresztül kapcsolódik az erőátviteli berendezésekhez. Váltója 4 előremeneti, és egy hátrameneti fokozattal rendelkezik.
Lánctalpas futóműve félmerev kialakítású. Oldalanként hat futógörgővel rendelkezik, ezek párosával egy csuklósan rögzített futókeretben helyezkednek el. A rugózásról laprugó gondoskodik. A meghajtókerék elöl, a láncfeszítő kerék hátul található. A lánctalp szélessége 150 mm.
A kisharckocsi fegyverzetét egy db 7,62 mm-es DT-géppuska alkotja, amelyet a páncéltest homloklemezén jobbra kialakított nyílásban helyeztek el. A géppuska beépítése oldalirányba jobbra és balra is 10–10°-os, függőlegesen föl- és lefelé szintén 10–10°-os elmozdulást tesz lehetővé. A géppuska lőszerjavadalmazása kezdetben 2550 db lőszer volt 40 db tárban, amelyet a küzdőtérben helyeztek el. A későbbi sorozatoknál a lőszerjavadalmazást 1764 db-ra csökkentették (28 tárban).
A kisharckocsit csak a vezetéséhez szükséges legalapvetőbb kezelőszervekkel és műszerekkel szerelték fel. Nem rendelkezik sem figyelőműszerrel, sem rádióval.

## Típusváltozatok
- Carden–Loyd Mk. IV – Az eredeti angol gyártású változat, amelyből 20 db-t vásárolt a Szovjetunió. 1939-ra már csak 4 db maradt.
- T–27 (sorozatgyártású változat) – A gyártás során kisebb módosításokkal – például géppuska rögzítésének változása, hegesztett kötések nagyobb mértékű alkalmazása – gyártott változat.
- T–27 (ágyús változat) – 1931-ben készült két változatban, egy Gocskis féle 37 mm-es ágyúval, vagy ágyúval és géppuskával felszerelve. Két kísérleti példánya készült el, harci cselekményekben nem vett részt. Egyes források az önjáró löveg kategóriába sorolják. A lőszerek szállítására a harckocsi után kapcsolt lánctalpas utánfutót használtak.
- OT–27/HT–27 (BHM–4) – Lángszórós kisharckocsi. 1932–1933 között 187 db készült. A Munkás-paraszt Vörös Hadsereg első lángszórós harckocsija volt. Fegyverzete egy db KSZ–1 lángszóró, amelynek hatótávolsága 25 m.

## Külső hivatkozások
- Rajzok és képek a T–27-ről Vaszolij Csobitok páncélos oldalán – armor.kiev.ua (oroszul)